# Direkt36
Direkt36 (aussi appelé Direkt36.hu) est un média de journalisme d'investigation indépendant hongrois. Créé en janvier 2015, il fonctionne sur le modèle d'une organisation à but non lucratif et enquête principalement sur les soupçons de malversations financières liées à Viktor Orbán et à ses proches, avant de publier les informations récoltées.

## Historique
En 2014, alors qu'András Pethő est journaliste pour le site d'informations Origo, il s'apprête à publier une enquête sur des voyages à l'étranger coûteux effectués par le Premier ministre Viktor Orbán. Cependant, peu avant de diffuser le reportage, la société propriétaire du média subit des pressions du pouvoir et le supérieur d'András Pethő est poussé à démissionner. Ce dernier le suit, de même que plusieurs autres de leurs collègues, en solidarité.
Plusieurs d'entre eux, András Pethő en tête, décident de fonder un nouveau média d'investigation qu'ils nomment Direkt36. Il est créé en 2015 et ses fondateurs font le choix de diffuser les reportages et enquêtes réalisés via d'autres médias, hongrois comme étrangers, tels que 444.hu et The Washington Post.
En juin 2015, Direkt36 rejoint le Réseau mondial de journalisme d'investigation (en) (en anglais : Global Investigative Journalism Network, GIJN), une association à but non-lucratif visant à promouvoir le journalisme d'enquête dans le monde. La rédaction est également membre de l'Organized Crime and Corruption Reporting Project (OCCRP).

## Sujets d'enquête et révélations
Les enquêtes de Direkt36 s'appuient souvent sur l'usage de données numériques collectées par différents moyens. Elles permettent de révéler plusieurs scandales, comme des faits de corruption au sein de la mairie de Budapest, un réseau de prostitution qui impliquerait des parlementaires nationaux, ainsi que des fraudes dans l'attribution des marchés publics au profit du gendre de Viktor Orbán, l'homme d'affaires István Tiborcz (hu).
Direkt36 contribue également à la révélation et l'exploitation des Panama Papers.
En 2025, ils sortent le film La Dynastie (en hongrois : A dinasztia), un reportage centré sur l'« empire économique de la famille Orbán » et plus spécifiquement sur le gendre de Viktor Orbán. Il représente plus d'un an d'enquêtes, en partenariat avec des journalistes d'autres médias, dont Telex et Forbes.

## Modèle économique
Direkt36 fait le choix du statut d'organisation à but non lucratif, afin de préserver son indépendant de tout intérêt financier. À sa fondation, ses créateurs obtiennent suffisamment de prêts et subventions d'organisations internationales mais choisissent tout de même de lancer une campagne de financement participatif. C'est selon eux une réussite, 3 000 personnes donnent et en 2018, 50 % du budget du média est couvert par le financement participatif.
Le média choisit de donner accès au public à l'identité de tout donneur étant à l'origine de plus de 5 % du financement, par transparence. Malgré ça, et alors que la majorité des fonds provient de Hongrie, Direkt36 est pris pour cible par les médias soutenant le gouvernement de Viktor Orbán parce qu'une partie de ses financements provient de l'étranger.